# Darren Hayes
Darren Stanley Hayes (n. 8 mai 1972, Brisbane, Australia) este un cântăreț, compozitor și podcaster australian. Hayes a fost solistul și cântărețul duo-ului pop Savage Garden până când acesta s-a desființat în 2001. Albumul lor din 1997 Savage Garden a atins vârful pe locul 1 în Australia, pe locul 2 în Regatul Unit și pe locul 3 în Statele Unite. A dat naștere single-urilor „I Want You”, „To the Moon and Back” și numărul 1 din Australia și SUA „Truly Madly Deeply”. Duo-ul a urmat succesul albumului lor de debut cu Affirmation (1999), care a oferit hituri suplimentare precum numărul 1 din SUA „I Knew I Loved You” și numărul 3 australian „The Animal Song”. Savage Garden s-a despărțit în 2001. Au vândut peste 23 de milioane de albume în întreaga lume.[3]
Hayes a lansat primul său album solo Spin în 2002. Albumul s-a vândut în două milioane de copii în întreaga lume, a debutat pe locul 2 în Marea Britanie și pe locul 3 în Australia. A lansat single-ul de succes „Insatiable”. Cel de-al doilea album solo al lui Hayes, The Tension and the Spark, a marcat o schimbare de direcție pentru cântăreața și compozitorul, arătând experimentarea cu electronica și versuri mai întunecate. NME a scris despre primul său single, „Pop!ular”, spunând că este „O clasă de master îndoită în reintervenția în carieră... Tipul ăsta este un geniu”. În timp ce The Observer a spus: „Acest album nu este o prostie și reușește, adesea până la un triumf total, în propriile sale condiții”. Hayes s-a despărțit de casa sa de discuri Columbia Records în 2006 și a început propria sa casă de discuri independentă, Powdered Sugar, de la care va lansa al treilea album solo, This Delicate Thing We've Made (2007).
La mijlocul anului 2010, Hayes a anunțat finalizarea înregistrării celui de-al patrulea album solo, Secret Codes and Battleships, cu trei melodii scrise și produse de Brian West și mixate de Robert Orton, cel mai cunoscut pentru faptul că a lucrat cu Lady Gaga. Pe 17 aprilie 2011, Hayes a semnat cu divizia australiană a Mercury Records și în august 2011 cu EMI Records în Marea Britanie. Albumul a fost lansat în Australia pe 21 octombrie 2011, 24 octombrie în Marea Britanie și 25 octombrie în SUA, cu single-urile „Talk Talk Talk”, „Bloodstained Heart” și „Black Out the Sun” lansate înainte de album.
În 2013, Hayes s-a mutat de la Londra la Los Angeles, unde a studiat comedia sketch improvizată la The Groundlings Theatre and School.[4] În 2015, a creat un podcast de comedie intitulat The He Said He Said Show. În 2016, a lansat un alt podcast de comedie, o emisiune de recenzii de film cu co-gazda Anthony Armentano, numită „We Paid to See This”. Hayes a anunțat pe 13 martie 2016 că a scris un musical original împreună cu scriitorul și comediantul Johnny Menke.[5]